# Pustkowo (powiat Gryficki)
Pustkowo is een dorp in de Poolse woiwodschap West-Pommeren. De plaats maakt deel uit van de gemeente Rewal en telt 125 inwoners.